# Soběšín
Soběšín település Csehországban, a Kutná Hora-i járásban. Soběšín Český Šternberk, Divišov, Tichonice, Zbizuby, Rataje nad Sázavou és Podveky településekkel határos. Lakosainak száma 175 fő (2024. január 1.).

## Népesség
A település lakosságának változását az alábbi diagram mutatja:
| Lakosok száma | 505  | 557  | 476  | 367  | 260  | 146  | 143  | 155  | 180  | 175  |
|               | 1869 | 1900 | 1921 | 1961 | 1980 | 2011 | 2016 | 2019 | 2021 | 2024 |